# G. G. Rupert
Greenberry George Rupert (1847-1922), conocido generalmente como G. G. Rupert, fue un pastor y escritor millerista estadounidense asociado con el israelismo británico y el dispensacionalismo. Publicó varios libros que intentaron interpretar la historia desde una perspectiva bíblica literal y milenarista. Las teorías de Rupert fueron una influencia seminal en el evangelista del siglo XX Herbert W. Armstrong a través de Clarence Orvil Dodd. Su ideología religiosa estaba vinculada a la teoría de que los Últimos Días verían una lucha de poder entre el "Oriente" y el "Occidente", una visión que ayudó a alimentar el pánico racista del peligro amarillo.

## Vida
Nacido en Ohio, Rupert fue inicialmente un Metodista, pero luego se unió a los Adventistas del Séptimo Día, convirtiéndose en un ministro por varios años. Entonces formó la "Iglesia de Dios Independiente", la cual era ligeramente asociada con la Iglesia de Dios (Séptimo Día). Basado en Britton, cerca de la Ciudad de Oklahoma, desde 1917 publicó la revista Remanente de Israel (Remnant of Israel), exponiendo sus puntos de vista.
Rupert se convirtió en el jefe de varias iglesias, con generalmente pequeños seguidores. Estos continuaron funcionando durante algunos años después de su muerte liderado por su asociado cercano John S. Stanford y el hijo y la hija de Rupert.

## Teorías

### Doctrinas religiosas
Rupert creía que el Nuevo Testamento no había reemplazado las reglas establecidas en el Antiguo Testamento, por lo que las leyes de Moisés deberían aplicarse tanto a los cristianos como a los judíos, incluidas las dietas kosher y otras prácticas. Adaptándose a la visión adventista de las siete eras de la iglesia, Rupert argumentó que la fase de "Filadelfia" fue el período en el que trabajó William Miller (desde 1833 hasta 1844). La era final, "Laodicea" empezó en 1844 y que duraría hasta el fin de los tiempos. También negó la inmortalidad del alma, afirmando que el hombre es mortal, pero que la vida eterna le puede ser dada. Las festividades cristianas tradicionales eran de hecho "paganas": 
Domingo ... Pascua, Navidad, Viernes Santo, Miércoles de Ceniza y varios días ... son todos de origen pagano y pertenecen a Babilonia, la madre de las rameras. La mayoría de los maestros lo saben, pero por diversas razones intentarán mantener a la gente en la ignorancia y apoyar el viejo sistema de Babilonia.
Las teorías de Rupert fueron más tarde influyentes en Herbert W. Armstrong, quien adoptó muchas de sus ideas sobre las épocas de la iglesia y la observancia del día sagrado judío, junto con sus genealogías israelitas británicas de los pueblos occidentales. Clarence Orvil Dodd introdujo Armstrong a las ideas de Rupert y con menor éxito a Andrew N. Dugger.

### El peligro amarillo

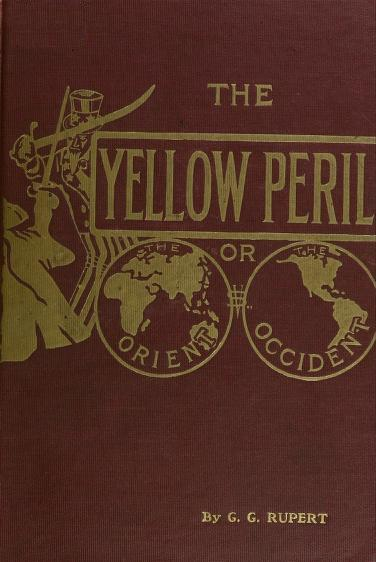
Cubierta de la tercera edición de El peligro amarillo de Rupert.

Rupert fue influyente en el desarrollo de la idea racista del peligro amarillo, la teoría de que los asiáticos orientales (las "razas amarillas") eran una amenaza presente y futura para Occidente. Estos puntos de vista fueron publicados en The Yellow Peril, u Oriente vs. Occidente, tal como lo ven los estadistas modernos y los antiguos profetas (1911). Rupert incluyó a Rusia entre las razas "orientales", que, en su opinión, eventualmente invadirían Estados Unidos. Según Rupert, la referencia a "los reyes del Oriente" en el Libro de Apocalipsis 16:12 fue una predicción de este evento. Creía que Rusia tomaría el control de China y África; esta fuerza combinada trataría de abrumar a Occidente. Afirmó que China, India, Japón y Corea ya estaban socavando Inglaterra y Estados Unidos, pero que Jesucristo los detendría. La victoria final del Occidente sobre Oriente confirmaría las profecías bíblicas, según la interpretación de Rupert.
En ediciones posteriores, Rupert adaptó su teoría para acomodar eventos mundiales. En la tercera edición, publicada después de la Revolución Rusa, Rupert identificó el surgimiento del bolchevismo y la expansión del comunismo como el comienzo de un proceso que llevaría al cumplimiento de sus predicciones.